# I See The Light
I See The Light é um dueto da animação Enrolados da Disney, composto por Alan Menken, com letras de Glenn Slater e interpretada por Mandy Moore e Zachary Levi gravado em seus respectivos papeis no cinema, Rapunzel e Flynn Rider. A canção é uma balada pop que serve como canção de amor e música-tema do filme. Liricamente, "I See the Light", descreve o desenvolvimento de relacionamento romântico entre Rapunzel e Flynn, e é caracterizado como a sétima faixa do filme no álbum da trilha sonora.
"I See the Light" recebeu uma recepção misturada da crítica de cinema e música, que eram em grande parte decepcionados com o conteúdo da música, questionando sua originalidade. No entanto, a "seqüência lanterna" durante o qual "I See the Light" realizado por Rapunzel e Flynn tem desfrutado de aclamação da crítica generalizada, com os jornalistas e comentaristas elogiando seu visual e uso do 3D. Criticamente, tanto a música e a cena foram comparados com sequências musicais românticos semelhantes dos filmes de animação anteriores da Disney, incluindo "Kiss The Girl" de A Pequena Sereia (1989) e  "A Whole New World" de Aladdin (1992), ambas são canções de amor também compostas por Menken.
Apesar de suas críticas mornas, "I See the Light" já recebeu diversos prêmios e elogios. A canção foi nomeada para o Oscar e ao Globo de Ouro de Melhor Canção Original em 2011, perdendo ambos, o primeiro para "We Belong Together" de Toy Story 3 (2010) e o segundo para "You Haven't Seen the Last of Me" de Burlesque (2010). Posteriormente, "I See the Light" ganhou o Critics Las Vegas Film Society Award para Melhor Canção e do Prêmio Grammy para Melhor Canção Escrita para Mídia Visual . Desde o seu lançamento, a canção foi gravada por vários artistas musicais, incluindo artistas de teatro musical como David Harris e Lucy Durack e cantora clássica Jackie Evancho.